# Neufville de Villeroy

Wappen der Neufville de Villeroy

Die Neufville, später Neufville de Villeroy waren eine Familie des französischen Hochadels mit bürgerlichen Wurzeln.
Der erste bekannte Neufville war Anfang des 14. Jahrhunderts Schreiber in der königlichen Küche, seine Nachkommen kamen zu Wohlstand als Händler von Seefischen in den Pariser Markthallen und errangen mehrmals das Amt eines Échevin (Schöffen) in der Pariser Kommunalverwaltung.
Nicolas (I.) de Neufville wurde 1507 Notar und Sekretär des Königs, 1518 dann geadelt. Die Familie konnte sich danach insbesondere durch königliche Gunst und geschickte Ehen im Hofbeamtentum festsetzen. An die Spitze des Adels gelangten die Neufville, als Nicolas (V.) 1646 Marschall von Frankreich sowie 1651 Herzog von Villeroy und Pair von Frankreich wurde.
Das Ende der Familie deutete sich an, als der 5. Herzog von Villeroy in der zweiten Hälfte des 18. Jahrhunderts als letzter männlicher Angehöriger der Familie ohne eheliche Nachkommen blieb – der Verkauf des 1716 geerbten Herzogtums Retz 1778 war da nur folgerichtig – und vollendete sich, als er 1794 unter der Guillotine starb.

## Stammliste

### Die bürgerlichen Neufville
- Nicolas Neufville, vor 1319 Clerc de la cuisine bei König Philipp V. († 1322)[1]
- Richard Neufville († 18. Februar 1401), Seefischhändler in den Pariser Markthallen, Erbauer des Hôtel de Villeroy im heutigen 1. Arrondissement von Paris; ⚭ Simone de Gisors († 15. Dezember 1430), Tochter von Mauger de Gisors, Händler und Bürger von Paris, und Nicole[2]
- Simon Neufville, Lebensmittelhändler und Bürger von Paris, 1481 und 1483 Échevin[3]
- Richard Neufville, Seefischhändler in den Pariser Markthallen, Maître d’Hôtel von Herzog Philipp von Burgund (1396–1467)[4]
- Hugues de Neufville, Juli 1507 als Échevin bezeugt[5]

### Die adligen Neufville
1. Nicolas (I.) de Neufville († 1549 in Paris), Seigneur de L’Equipée (bei Beauvais), des Tuileries et de Chanteloup (1500), Notar und Sekretär des Königs (1507), Secrétaire des Finances (1514), Botschafter in Flandern (1516 zum Vertrag von Noyon) und in England (Oktober 1518), Trésorier de France, Chevalier (1518), Conseiller au Conseil Privé; ⚭ Geneviève Le Gendre, Dame de Villeroy[6], de Alincourt, de Bouconvillers et de Magny, Tochter von Jean Le Gendre, Seigneur de Villeroy, d’Alincourt, de Conflans, des Moncelets etc., Trésorier des Guerres, und Françoise Dampont[7], Dame de Frémainville, Schwester von Pierre Le Gendre, Seigneur d’Alincourt et de Magny, Trésorier de France et des Finances, Prévôt des Marchands de Paris (1509/09), ohne Erben, testiert am 15. November 1524, setzte seinen Neffen Nicolas de Neufville zum Universalerben ein
  1. Nicolas (II.) de Neufville († 1553 oder kurz danach) Seigneur de L’Equipée, de Villeroy, de Chanteloup etc., Secrétaire du Roi (1507), Audiencier de la Chancellerie, dann Trésorier de France, Secrétaire des Finances et de la Chambre du Roi (Franz I.), tauschte am 12. Februar 1518 mit dem König sein Haus in den Pariser Tuilerien gegen Chanteloup, Seigneur de La Chapelle-la-Reine (1519), Trésorier de l’Ordre de Saint-Michel  (1521), gewählter Administrator des Hôtel-Dieu de Paris, legte den Eid dazu am 4. Dezember 1525 ab; ⚭ (1) 1511 Denise du Museau, Tochter von Marc dit Morelet du Museau, Seigneur du Champrond et de Monbrillais, Maître d’hôtel du Roi, Botschafter in der Schweiz, und Marie Briçonnet, Nichte von Robert Briçonnet, Erzbischof von Reims, Kanzler von Frankreich); ⚭ (2) 1532 Philippa de Bailly, Witwe von Jean Clausse, Correcteur des Comptes, und Jean de La Place, Conseiller au Parlement; ⚭ (3) Marie de Feugerais, Tochter von Jean de Feugerais, Seigneur de Néron, Conseiller au Parlement, und Antoinette Le Chambellan, Witwe von Jean Bailly, Seigneur d’Onzerceau, Grand-Rapporteur et Conseiller au Grand-Conseil
    1. (1) Nicolas (III.) de Neufville, nahm nach dem Tod seines Vaters Namen und Wappen le Gendre an, um das Testament seines Großonkels zu erfüllen (* um 1526; † 1598), Chevalier, Seigneur de Villeroy, d’Alincourt, de La Chapelle-la-Reine, de Magny, de Bouconvilliers, du Plessis,[8] de Banthelu et de Hardeville, Conseiller au Conseil Privé du Roi, Sekretär des Königs, Secrétaire des Finances (1539), Trésorier de l’Ordre de Saint-Michel (10. Mai 1547) nach dem Rücktritt seines Vaters, Tresorier de l’Ordinaire des Guerres, Greffier de l’Hôtel de Ville, Prévôt des Marchands de Paris (1566/68, dann während der Liga ernannt, vereidigt am 12. Juni 1592), Chevalier de l’Ordre de Saint-Michel (1572 durch Karl IX.), erwarb 1581 von der Witwe und den Erben Guy de l’Arbalestes, Président en la Chambre des Comptes de Paris, Vicomte de Melun, die Domäne Corbeil, zudem Gouverneur von Melun, Mantes und Meulan, Lieutenant du Roi en Île-de-France ; ⚭ 1532 Jeanne Prudhomme, Tochter von Guillaume Prudhomme, Seigneur de Fontenay en Brie, Trésorier de l’Épargne, dann Trésorier de France, und Marie Cueillette, Dame de Fréchine
      1. (1) Nicolas (IV.) de Neufville (* wohl 1543; † 12. November 1617 in Rouen, 74 Jahre alt), Chevalier, Baron de Bury, Seigneur de Villeroy, d’Alincourt, de Magny, de La Chapelle-la-Reine (16. September 1597), de Chevannes, de Fontenay-le-Vicomte, de Champcueil et de Saint-Fargeau, Audiencier, Ministre et Secrétaire d’Etat (vor 1566, unter Heinrich III.), Marquis de Villeroy (1610), Trésorier des Ordres du Roi (1578–1588), Gouverneur, dann Graf von Corbeil; ⚭ (Ehevertrag 17. Juni 1559) Madeleine de L’Aubespine (* 13. Mai 1546; † 17. Mai 1596 in Villeroy), Tochter von Claude II. de L’Aubespine, Seigneur et Baron de Châteauneuf-sur-Cher, Secrétaire d’Etat, et de Jeanne Bochetel
        1. Charles de Neufville (* wohl 1566; † in der Nacht vom 17. auf den 18. Januar 1642 in Lyon, in seinem 76. Lebensjahr), Marquis de Villeroy et d'Alincourt (Januar 1615), Seigneur de Magny et de La Forêt-Thomier, Chevalier des Ordres du Roi (5. Januar 1597), Conseiller en ses Conseils d’État et Privé, Capitaine de 50 puis 100 Hommes d’Armes des Ses Ordonnances, Gouverneur von Lyon, Lyonnais, Forez und Beaujolais (16. Februar 1612), Pontoise und Vexin, Grand Maréchal du Logis de la Maison du Roi, Botschafter in Rom (1600 und nach 1622), erwarb 1633 die Baronie Bury mit der halben Herrschaft Blémur; ⚭ (1) 26. Februar 1588 Marguerite de Mandelot (* 1570; † 10. Juli 1593), Dame de Pacy, Tochter von François de Mandelot, Gouverneur von Lyon, und Éléonore Robertet; ⚭ (2) 11. Februar 1596 Jacqueline de Harlay, Tochter von Nicolas de Harlay, Baron de Sancy, Colonel général de Suisses, und Marie Moreau, Dame de Grosbois – Nachkommen siehe unten.
        2. (unehelich, Mutter unbekannt) Nicolas de Neufville, Abt von La Chaise-Dieu, Fontenelles, Lagny und Chézy, Conseiller clerc au Parlement (1584), Kanoniker an der Sainte-Chapelle in Paris, zum Abt von Saint-Loup ernannt (Diözese Troyes, bis 1613)

      2. (1) Denise de Neufville; ⚭ (Ehevertrag 5. April 1568) Henri Clausse († nach 1609), Seigneur de Fleury-en-Bière, de La Chapelle-la-Reine (31. Januar 1605), de Marchaumont et de Videlles (1579–1584), Conseiller d’Etat, Surintendant général, und letzter Souverain Maître et Réformateur des Eaux et Forêts de France, Sohn von Cosme Clausse, Chevalier, Seigneur de Marchaumont en Picardie, de Fleury-en-Bièvre et de Coutance-en-Gâtinais, und Marie Burgensis
      3. (1) Tochter († nach 1611), Äbtissin von Malnoue
      4. (unehelich, Mutter unbekannt) Anne bâtarde de Neufville; ⚭ (Ehevertrag 5. Februar 1581) Hector de Bizemont, Seigneur de Chalambrier, du Tartre et du Buisson, Gentilhomme ordinaire de la Maison du Roi

    2. (1) Antoine de Neufville, Sekretär des Königs (1546), ledig
    3. (1) Jean de Neufville († 22. September 1597), Seigneur de Chanteloup, de Bouconvillers et de Hardeville, Secrétaire de la Chambre du Roi (1549); ⚭ Geneviève Alard, Tochter von Guillaume Alard, Conseiller au Parlement, und Valentine de Reillac
      1. Jean de Neufville, Seigneur de Chanteloup, 2. Mai 1558 Secrétaire du Roi en survivance de son père, ledig
      2. Madeleine de Neufville; ⚭ Jean Bochard († 27. April 1630), Seigneur de Champigny, Premier Président du Parlement de Paris, Conseiller d’État, Botschafter in Venedig
      3. Anne de Neufville; ⚭ Christophe Auguste de Thou, Seigneur du Plessis-Placy, Gentilhomme ordinaire de la Chambre du Roi, Conseiller en Ses Conseils, Maître des Eaux-et-Forêts d’Île-de-France

  2. Jeanne de Neufville; ⚭ 1531 Nicolas d’Herberay, Seigneur des Essars († 27. Oktober 1552)
  3. Marie de Neufville († 18. August 1547), 1536 Witwe; ⚭ (1) Gilles Bossu, Seigneur de Montyon, Händler und Bürger in Paris; ⚭ (2) Pierre Fraguier, († um 1547 oder vor 1536), Händler in Paris, Witwer von Madeleine de Thou, Tochter von Jacques de Thou, Avocat du Roi en la Cour des Aides
  4. Marguerite de Neufville, Nonne
  5.  ? Anne de Neufville; ⚭ Alain Veau († 1575), Sekretär des Dauphin, Notar und Sekretär des Königs, Trésorieret Receveur-Général des Finances

### Die Herzöge von Villeroy
1. Charles de Neufville (* wohl 1566; † in der Nacht vom 17. auf den 18. Januar 1642 in Lyon, in seinem 76. Lebensjahr), Marquis de Villeroy et d'Alincourt (Januar 1615), Seigneur de Magny et de La Forêt-Thomier, Chevalier des Ordres du Roi (5. Januar 1597), Conseiller en ses Conseils d’État et Privé, Capitaine de 50 puis 100 Hommes d’Armes des Ses Ordonnances, Gouverneur von Lyon, Lyonnais, Forez und Beaujolais (16. Februar 1612), Pontoise und Vexin, Grand Maréchal du Logis de la Maison du Roi, Botschafter in Rom (1600 und nach 1622), erwarb 1633 die Baronie Bury mit der halben Herrschaft Blémur; ⚭ (1) 26. Februar 1588 Marguerite de Mandelot (* 1570; † 10. Juli 1593), Dame de Pacy, Tochter von François de Mandelot, Gouverneur von Lyon, und Éléonore Robertet; ⚭ (2) 11. Februar 1596 Jacqueline de Harlay, Tochter von Nicolas de Harlay, Baron de Sancy, Colonel général de Suisses, und Marie Moreau, Dame de Grosbois – Vorfahren siehe oben.
  1. (1) Sohn († jung)
  2. (1) Madeleine de Neufville († 24. November 1613); ⚭ 1606 Pierre Brûlart de Sillery, Vicomte de Puisieux (* um 1583; † 22. April 1640), Secretaire d’État et des Commandements et Finances, Botschafter in Spanien, Sohn von Nicolas Brulart, Marquis de Sillery, Seigneur de Puisieux, Kanzler von Frankreich, und Claude Prudhomme
  3. (1) Catherine de Neufville († 1657), Dame de Pacy; ⚭ (Ehevertrag 3. Mai 1610) Jean (II.) de Souvré, Marquis de Courtanvaux, Chevalier des Ordres du Roi, Premier Gentilhomme de la Chambre du Roi, Gouverneur von Touraine, Conseiller d’État (* 1584; † 9. November 1656), Sohn von Gilles de Souvré, Marquis de Courtanvaux, Gouverneur Ludwigs XIII., Chevalier des Ordres du Roi, Marschall von Frankreich, und Françoise de Bailleul, Dame de Renouard et de Messey
  4. (2) Nicolas (V.) de Neufville (* 14. Oktober 1598; † 28. November 1685 in Paris), 1615 Gouverneur von Lyon en survivance, März 1646 Gouverneur von Ludwig XIV., 20. Oktober 1646 Marschall von Frankreich, Marquis de Villeroy, September 1651 Herzog von Villeroy und Pair von Frankreich, Marquis d’Alincourt, Seigneur de Magny, Gouverneur von Lyon, Lyonnais, Forez und Beaujolais, 1661 Chef du conseil royal des finances, 31. Dezember 1661 Chevalier des Ordres du Roi, 1663 Herzog von Villeroy und Pair von Frankreich; ⚭ (Ehevertrag 11. Juli 1617) Madeleine de Créquy (* wohl 1608; † 31. Januar 1675), Tochter von Charles I. de Blanchefort, Sire de Créquy et de Canaples, Herzog von Lesdiguières, Pair und Marschall von Frankreich, und Madeleine de Bonne
    1. Charles de Neufville, († 25. Januar 1645) dit le Marquis d’Alincourt
    2. François de Neufville (* 7. April 1644 in Lyon; † 18. Juli 1730 in Paris), Herzog von Villeroy, Pair (Eid am 26. April 1673) und Marschall von Frankreich (27. Mai 1693), Chevalier des Ordres du Roi (31. Dezember 1688), Capitaine des Gardes du Corps du Roi (3. Compagnie) (1693), Ministre d’État et Chef du Conseil royal des Finances (1714), Conseiller au Conseil de Régence und Gouverneur Ludwigs XV. (1715), Gouverneur von Lyon, Lyonnais, Forez und Beaujolais (1685), Lieutenant-général des Armées du Roi (1677); ⚭ 28. März 1662 in Paris Marie-Marguerite de Cossé-Brissac (* wohl 1648; † 20. Oktober 1708, 60 Jahre alt), Erbtochter von Louis de Cossé-Brissac, Herzog von Brissac, Pair und Großbrotmeister von Frankreich, und Catherine de Gondi, Dame de Beaupréau
      1. (Louis) Nicolas (VI.) de Neufville (* 24. Dezember 1663 in Paris, ~ 25. Dezember 1663 ebenda; † 22. April 1734 ebenda), Marquis d’Alincourt, 3. Herzog von Villeroy, Pair von Frankreich, Chevalier des Ordres du Roi (3. Juni 1724), Capitaine des Gardes du Corps du Roi (3. Compagnie)  (1730), Brigadier d’infanterie (1693), Eid als Pair von Frankreich 21. April 1696, trat von seiner Duché-Pairie 1722 zugunsten seines Sohnes zurück, Lieutenant-général des Armées du Roi (September 1702), Capitaine des gardes du corps du roi (Juni 1708) beim Rücktritt seines Vaters; ⚭ 23. April 1694 Marguerite Le Tellier de Louvois (* wohl 1678; † 23. April 1711 in Versailles an den Pocken im 33. Lebensjahr), Tochter des Staatsministers François Michel Le Tellier, Marquis de Louvois, und Anne de Souvré, Marquise de Courtanvaux
        1. Louis François Anne de Neufville (* 13. Oktober 1695; † 13. Dezember 1765 in Versailles[9]), Herzog von Retz (1722), Pair von Frankreich (Eid am 9. Februar 1722), Marquis, dann (1734) 4. Herzog von Villeroy, Comte de Sault etc., Lieutenant-général au gouvernement de Lyonnais, Forez et Beaujolais, Gouverneur des mêmes provinces, Capitaine des gardes du corps du roi (3. Compagnie) (1734), Mestre de camp du régiment du Lyonnais infanterie, Brigadier des Armées du Roi (7. März 1734), Chevalier des Ordres du Roi (2. Februar 1737); ⚭ 15. April 1716 Marie-Renée de Montmorency-Luxembourg (* 21. Juli 1697; † 1759), Tochter von Charles François I. de Montmorency-Luxembourg, 6. Piney-Luxembourg, Herzog von und Beaufort bzw. Montmorency, Pair von Frankreich, und Marie Gillonne Gillier de Clérambault.
        2. Marguerite Louise Sophie de Neufville de Villeroy (* wohl 1698; † 4. Juni 1716 im 18. Lebensjahr); ⚭ 14. Januar 1716 François d’Harcourt (* 4. September 1689; † 10. Juli 1750 in Saint-Germain-en-Laye), Herzog von Harcourt, Pair und Marschall von Frankreich, Capitaine des gardes du corps du Roi, Sohn von Henri d’Harcourt, Herzog von Harcourt, Pair und Marschall von Frankreich, Chevalier des Ordres du Roi, und Marie-Anne-Claude Brulart
        3. François Camille de Neufville de Villeroy (* 1700; † 26. Dezember 1732 in Paris an den Pocken), Marquis, dann Herzog von Alincourt (20. September 1729), Baron de Saint-Marc et de Marais, Mestre de Camp du régiment Villeroy cavalerie (15. März 1718), Lieutenant pour le roy au Gouvernement de Lyonnais, Forez et Beaujolais (Oktober 1712); ⚭ 4. September 1720 Marie-Josephine de Boufflers (* 1704; † 18. Oktober 1738), Tochter von Louis-François de Boufflers, Herzog von Boufflers, Pair und Marschall von Frankreich, und Catherine-Charlotte de Gramont
          1. Sohn (* 25. August 1723; † 24. Dezember 1730 in Paris), dit le Comte de Sault, 1729 le Marquis d’Alincourt
          2. Charles Nicolas Joseph de Neufville-Villeroy (* 28. Februar 1729; † 4. Juni 1731), dit le Marquis d’Alincourt
          3. Gabriel Louis François de Neufville (* 8. Oktober 1731; † guillotiniert 28. April 1794 in Paris), dit le Comte de Sault, dann le Marquis de Villeroy, 5. Herzog von Villeroy, Pair von Frankreich (29. Januar 1767), Marquis de Neufville et d’Alincourt, Gouverneur des Lyonnais, Colonel du Régiment de la même Province, Capitaine des Gardes du Corps du Roi (3. Compagnie)  (1766), Chevalier des Ordres du Roi (1. Januar 1773), Maréchal de camp; ⚭ (Ehevertrag 13. Januar 1747) Jeanne Louise Constance d’Aumont (* 11. Februar 1731 in Paris; † 1. Oktober 1816 in Versailles), Tochter von Louis-Marie-Augustin d’Aumont, Herzog von Aumont, Pair von Frankreich, und Victoire Félicité de Durfort-Duras.
            1. (unehelich, Mutter: Étiennette Marie Périne Le Marquis, dite Mme de Villemomble (* 1737 in Dinan, † 1806 in Paris)) Anne-Camille de Neufville (* 28. Juni 1753); ⚭ 1776 Jean Baptiste François, Comte de Vassan († 24. Juni 1814)

        4. Marie-Madeleine Angélique de Neufville de Villeroy (* Oktober 1707; † 24. Januar 1787); ⚭ (1) 15. September 1721 Joseph Marie de Boufflers (* 1706; † 2. Juli 1747), 2. Herzog von Boufflers, Pair von Frankreich, Comte de Ponches et d’Estauges, Lieutenant-général, Chevalier des Ordres du Roi, Gouverneur und Grand Baill von Douai, und Catherine Charlotte de Gramont; ⚭ (2) 29. Juni 1750 Charles François II. de Montmorency-Luxembourg (* 31. Dezember 1702; † 18. Mai 1764), Herzog von Montmorency, Herzog von Piney-Luxembourg, Pair von Frankreich, Graf von Tancarville, Marschall von Frankreich

      2. Madeleine Thérèse de Neufville (* 1666; † 26. April 1723), Karmelitin in Lyon
      3. Françoise Madeleine de Neufville († 18. Juli 1730), ⚭ Dezember 1688 João de Sousa, 3. Marques de Minas, 6. Conde de Prado, Grande von Portugal (* 29. Dezember 1666; † ermordet 17. September 1722), Sohn von António Luís de Sousa, 2. Marques de Minas, 4. Conde de Prado, Senhor de Beringel, Generalgouverneur von Brasilien, und Marie Manoel
      4. Camille de Neufville († 7. Juli 1671)
      5. Catherine de Neufville (* wohl 1674; † 3. November 1715, 41 Jahre alt), Nonne, dann Superiorin der Filles du Calvaire in Paris
      6. François Catherine de Neufville (* 15. September 1677; † ertrunken 15. September 1700 im Kanal von Malta bei einem Seegefecht gegen die Osmanen) dit le chevalier de Villeroy, Lieutenant du Roy au Gouvernement de Lyonnais
      7. François Paul de Neufville (* 15. September 1677; † 6. Februar 1731 in Lyon), 1698 Abt von Fécamp, 30. November 1715 zum Erzbischof von Lyon geweiht, Kommandeur in der Stadt Lyon und des Lyonnais, 3. Juni 1724 Kommandeur des Ordens vom Heiligen Geist

    3. Françoise de Neufville († 11. Mai 1701 in Paris); ⚭ (1) Just Louis (VI.) de Tournon († 1644 bei der Belagerung von Philippsburg), Graf von Tournon und Roussillon, Bailli de Vivarais, Seneschall von Auvergne, Maréchal de camps des Armées du Roi, Sohn von Just Henri, Comte de Tournon, Chevalier des Ordres du Roi, und Charlotte de Lévis-Ventadour; ⚭ (2) 2. Mai 1646 Henri Louis d’Albert d’Ailly, 2. Herzog von Chaulnes, Pair von Frankreich († 1653), Gouverneur der Haute und Basse Auvergne, Sohn von Honoré d’Albert, Herzog von Chaulnes, Pair und Marschall von Frankreich, und Claire-Charlotte d’Ailly, Vidame de Péquigny, Comtesse de Chaulnes; ⚭ (3) Jean Vignier, Marquis de Hauterive.
    4. Catherine de Neufville (* wohl 1639; † 25. Dezember 1707, 68 Jahre alt) ⚭ 7. Oktober 1660 Louis de Lorraine, comte d’Armagnac (1641–1718), Großstallmeister von Frankreich, Chevalier des Ordres du Roi, Seneschall von Burgund und Gouverneur von Anjou, Sohn von Henri de Lorraine, comte d’Harcourt, d’Armagnac et de Brionne, Chevalier des Ordres du Roi, und Marguerite Philippe du Cambout.

  5. (2) Henri Charles de Neufville († 1628 auf der Rückkehr von der Belagerung von La Rochelle), Comte de Bury; ⚭ Marie Francoise Phélypeaux d’Herbault, Tochter von Raymond Phélypeaux, seigneur d’Herbault, französischer Außenminister, und Claude Gobelin
  6. (2) Camille de Neufville (* 22. August 1606 in Rom, † 3. Juni 1693 in Lyon), 1621 Abt von Ainay, 29. Juni 1654 zum Erzbischof von Lyon geweiht, 31. Dezember 1661 Prélat-Commandeur des Ordens vom Heiligen Geist, Abt von L’Isle-Barbe und Foigny, Lieutenant-général au gouvernement de Lyon et du Lyonnais, Forez et Beaujolais
  7. (2) Ferdinand de Neufville (* 1608 in Rom; † 7. Januar 1690 in Paris), Abt von Saint-Wandrille, Belleville, Mauzac (1640), Saint-Méen und Gaël (Bretagne), 1644 Bischof von Saint-Malo, 10. Dezember 1657 Bischof von Chartres, 1657 Conseiller d‘État
  8. (2) Lyon François de Neufville (* in Rom, † 3. August 1639[10] bei der Belagerung von Turin), Vicomte de La Forêt, Mestre-de-camp im Régiment de Lyonnais.
  9. (2) Marie de Neufville (* um 1609; † August 1688); ⚭ (1) Alexandre de Bonne, Seigneur d’Auriac et La Rochette, Vicomte de Tallard, Sohn von Étienne de Bonne, Seigneur d’Auriac, Vicomte de Tallard, 1611 zum Ritter im Orden vom Heiligen Geist nominiert, und Madeleine Rosset; ⚭ (2) 1640 Louis-Charles de Champlais, Marquis de Courcelles, Lieutenant-général d’artillerie

## Schlösser und Stadtpalais

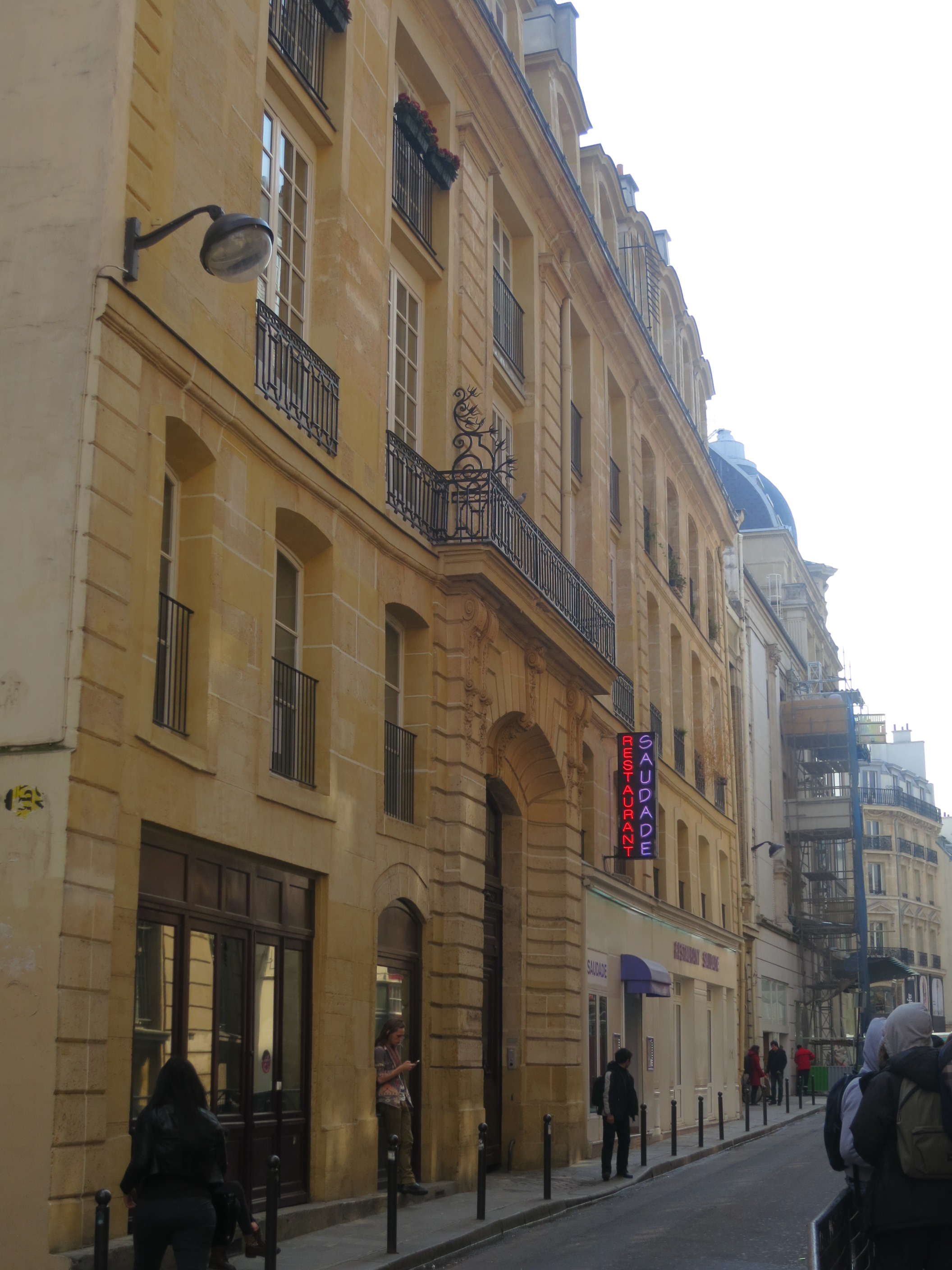
Hôtel de Villeroy, Rue des Bourdonnais

- Hôtel de Villeroy (Paris, 1. Arrondissement), 34 Rue des Bourdonnais und 9 Rue des Déchargeurs südlich der ehemaligen Hallen von Paris (48° 51’ 36" N, 2° 20’ 34" O); gebaut um 1370 von Richard Neufville, 1640 von Nicolas (V.) de Neufville erneuert. Das Haus wurde 1671 verkauft und danach die erste Post in Paris. 1868 veränderte sich das Umfeld des Gebäudes durch den Bau der Rue des Halles.
- Château de Villeroy in Mennecy als Zentrum des Herzogtums Villeroy, um 1560 von Nicolas III. de Neufville gebaut, 1732 umgebaut, zwischen 1796 und 1819 abgerissen.
- Château d’Ombreval in Neuville-sur-Saône, 1458 gebaut und 1630 von Camille de Neufville de Villeroy erworben.

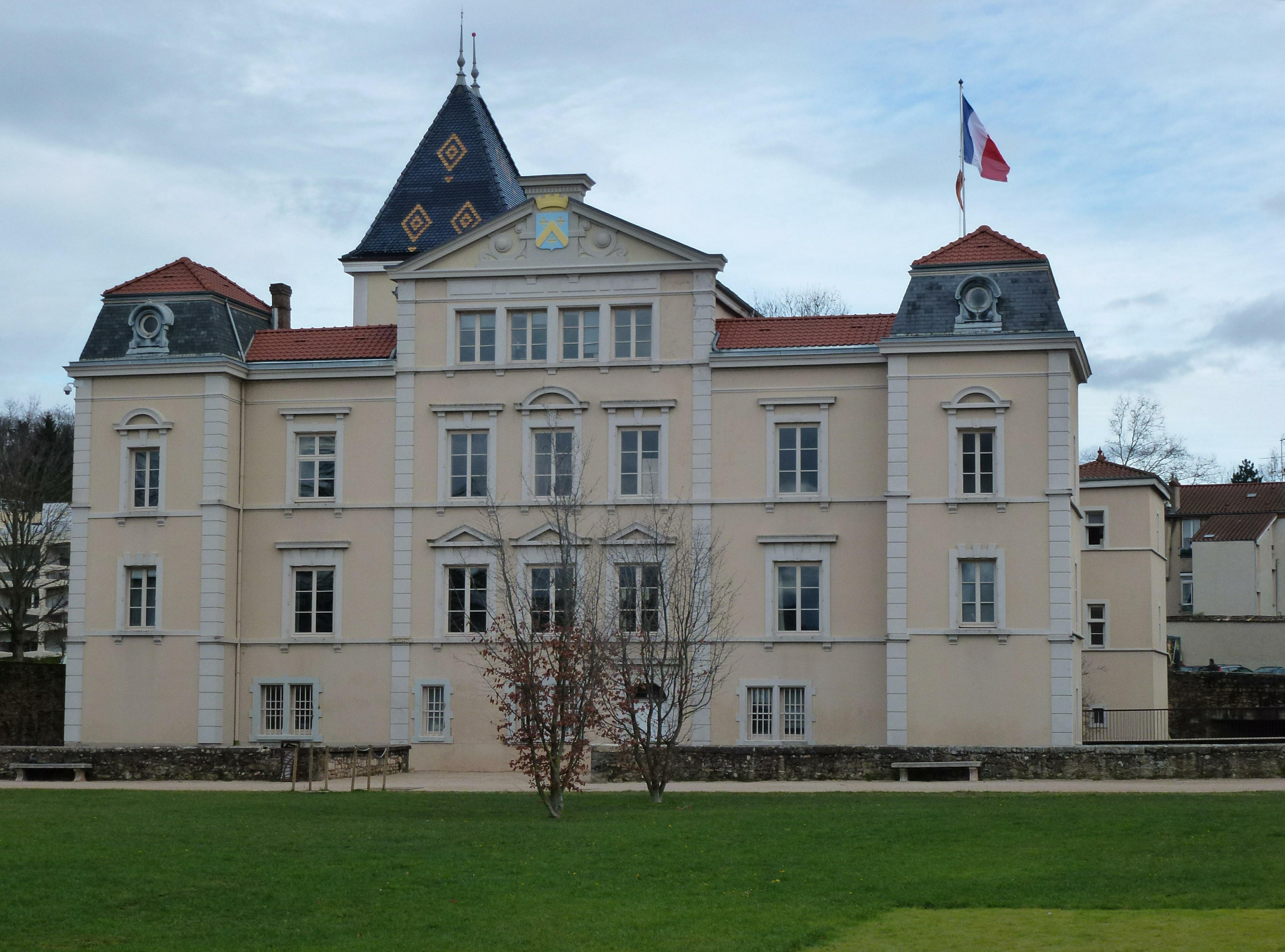
Château d’Ombreval

- Château de Lignieux in Saint-Jean-de-Thurigneux (ab 1665)
- Hôtel de Villeroy (Paris, 7. Arrondissement), 78 Rue de Varenne in der Nähe des Hôtel Matignon (48° 51’ 21" N, 2° 19’ 07" O); gebaut zwischen 1713 und 1740 für Louis François Anne de Neufville und erneut, im 19. Jahrhundert umgebaut, 1778 verkauft und heute Sitz des französischen Landwirtschaftsministeriums.

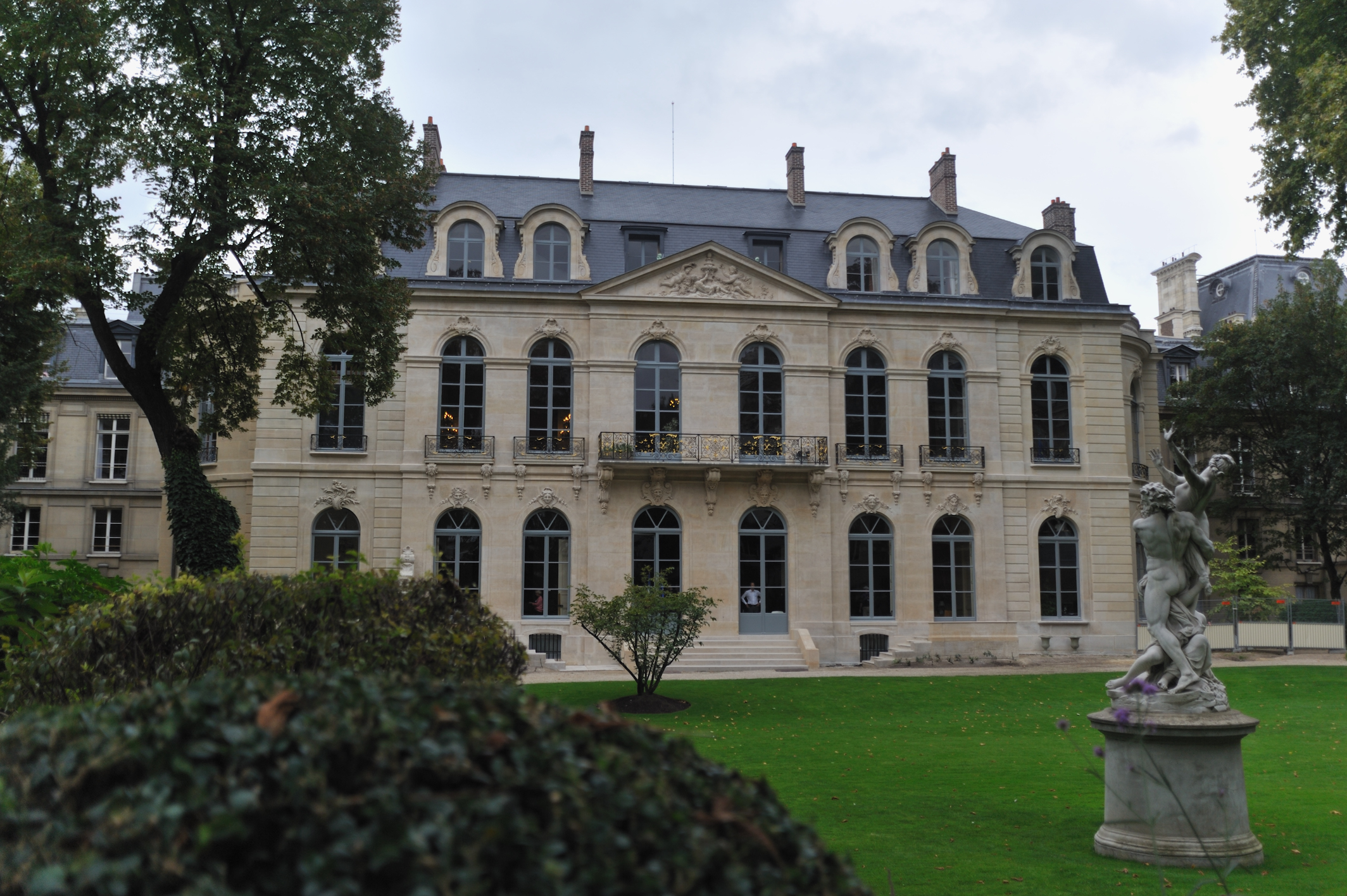
Hôtel de Villeroy, Rue de Varenne

- Das Château de Bourgon in Montourtier kam 1715 durch Erbschaft an die Familie
- Hôtel de Villeroy, 34 rue de la Charité in Lyon, 18. Jahrhundert, Residenz des Gouverneurs von Lyon, hier befindet sich jetzt das Musée des Tissus
- 1766 kaufte der letzte Duc de Villeroy das spätere Hôtel Beauharnais in der Rue de Lille in Paris, das seit 1818 die Residenz des Preußischen, später Deutschen Botschafters in Frankreich ist.

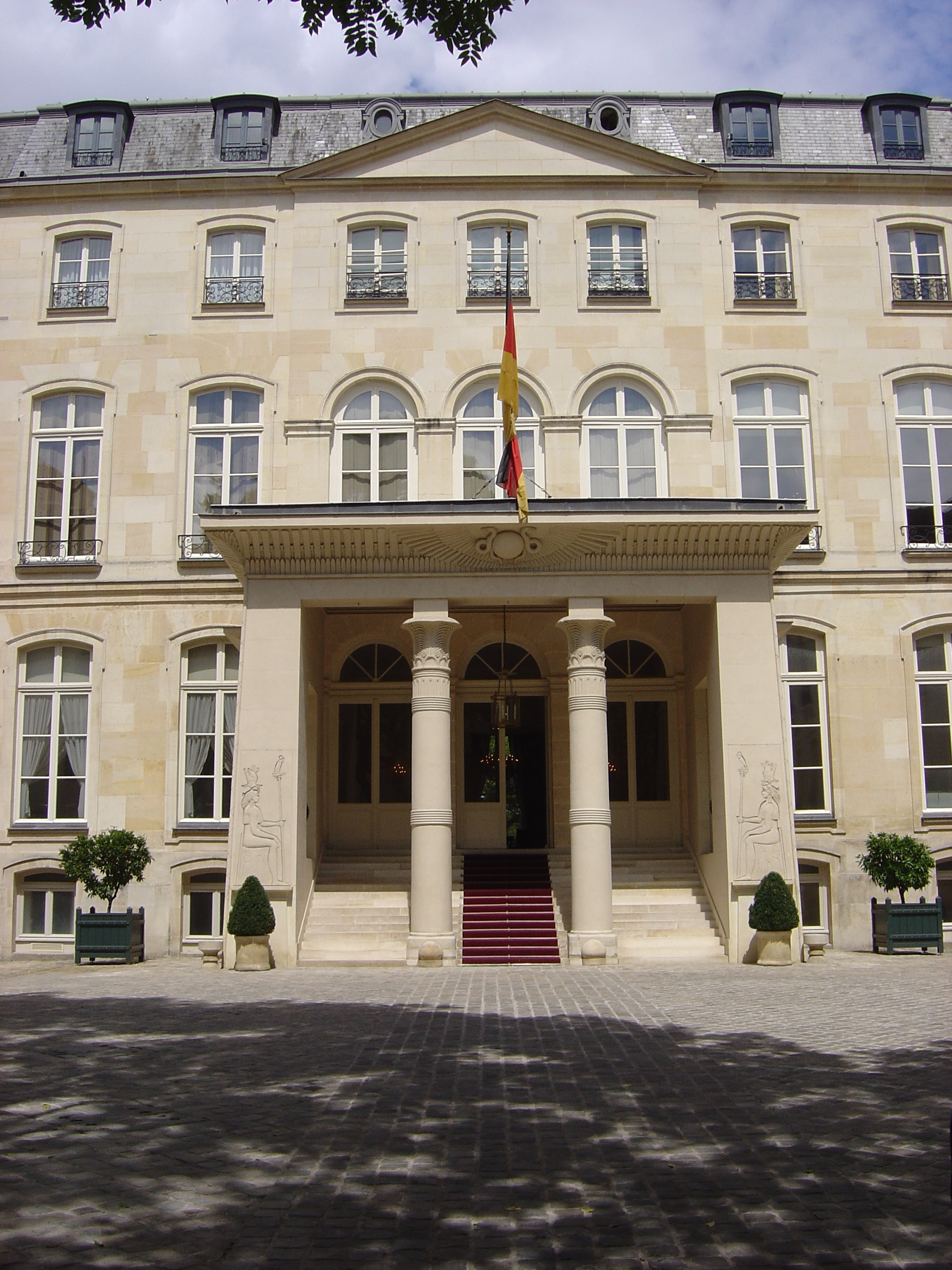
Haupteingang des Hôtel Beauharnais